# Linia kolejowa Roma Ostiense – Viterbo
Linia kolejowa Rzym-Capranica-Viterbo – państwowa włoska linia kolejowa łącząca Rzym z Viterbo.
Jest ona zarządzana przez przedsiębiorstwo RFI. Obsługa pociągów pasażerskich jest zarządzana przez Trenitalia jako FR3 (dawniej FM3). Linia ma długość 87 km i została zbudowana w 1894.